# AussieBum
aussieBum은 오스트레일리아의 남자 속옷 및 수영복 제조사다. 처음에는 시드니에서 제조되었지만 점차 다른 나라에서도 제조되고 있다.